# Cneo Pedio Casco
Cneo o Gneo Pedio Casco (en latín Gnaeus Pedius Cascus) fue un senador romano del siglo I, que desarrolló su carrera bajo Nerón y Vespasiano. 

## Carrera política
Su primer cargo conocido fue el de consul suffectus entre marzo y abril de 71, bajo Vespasiano. En el año 74, era gobernador de la provincia Dalmacia.

## Bibliografía

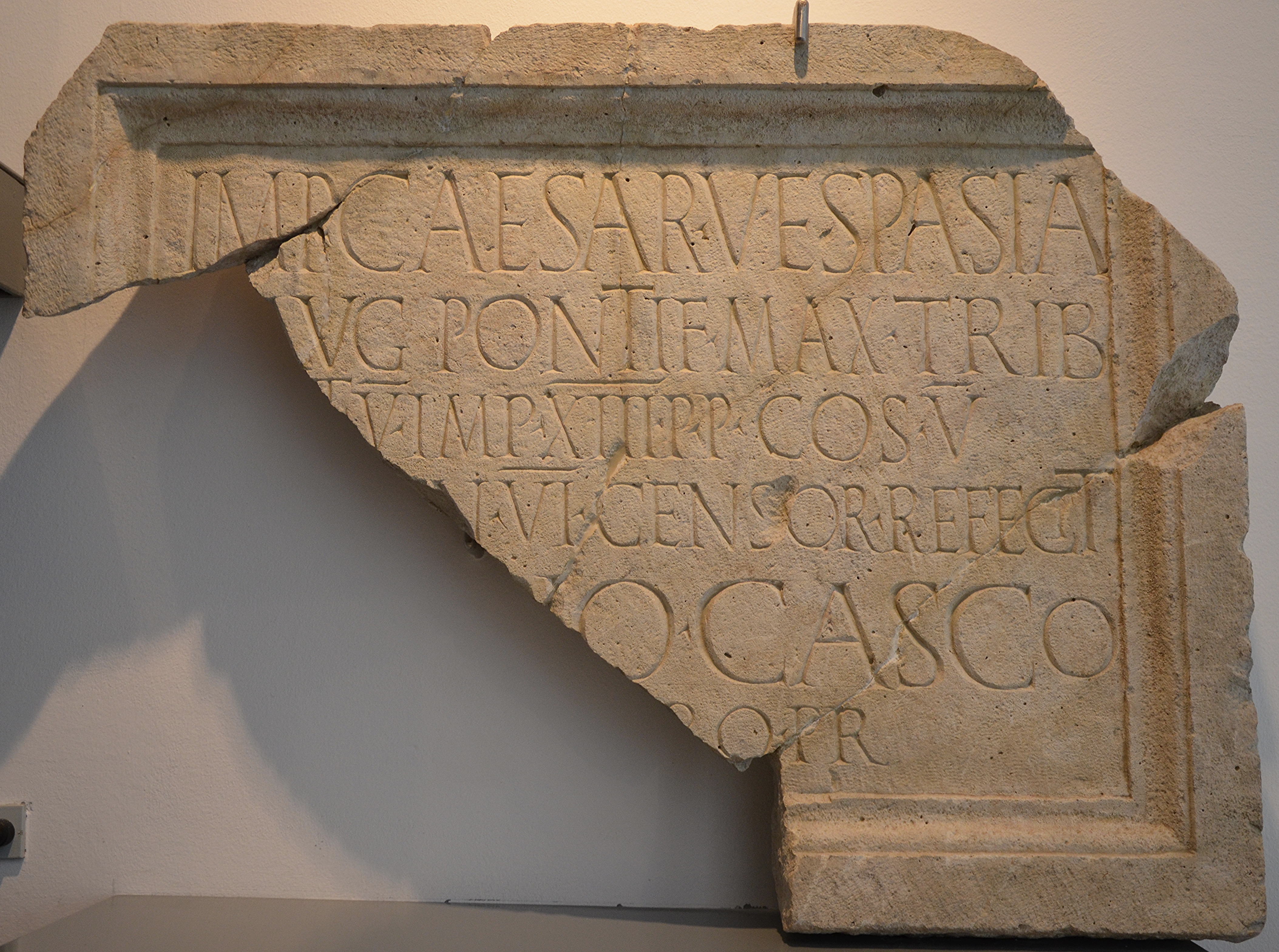
Inscripción honoraria procedente de Vid (Croacia) dedicada por Cneo Pedio Casco, gobernador de Dalmacia, en honor de Vespasiano.